# Buse barrée
Morphnarchus princeps
Genre
Espèce
Statut de conservation UICN

 LC  : Préoccupation mineure
Statut CITES
La Buse barrée (Morphnarchus princeps, anciennement Leucopternis princeps) est une espèce d'oiseaux de la famille des Accipitridae.

## Répartition
Cet oiseau vit dans la cordillère de Talamanca, au Panama et dans les Andes de Colombie et d'Équateur.